# Alubarén (kommun)
Alubarén är en kommun i Honduras.   Den ligger i departementet Departamento de Francisco Morazán, i den sydvästra delen av landet, 40 km sydväst om huvudstaden Tegucigalpa. Antalet invånare är 4 953.